# Liste der Monuments historiques in Gye
Die Liste der Monuments historiques in Gye führt die Monuments historiques in der französischen Gemeinde Gye auf.

## Liste der Objekte
| Bezeichnung                 | Beschreibung                                           | Standort                       | Kennzeichnung | Schutzstatus | Datum | Bild |
| --------------------------- | ------------------------------------------------------ | ------------------------------ | ------------- | ------------ | ----- | ---- |
| Zwei Leuchter               | Kupfer, versilbert, zweite Hälfte des 17. Jahrhunderts | in der Kirche St-Mansuy (Lage) | PM54000291    | Classé       | 1980  |      |
| Skulptur Heiliger Mansuetus | Stein, Mitte des 18. Jahrhunderts                      | in der Kirche St-Mansuy (Lage) | PM54001575    | Inscrit      | 1980  |      |
| Vier Leuchter               | Kupfer, versilbert, zweite Hälfte des 17. Jahrhunderts | in der Kirche St-Mansuy (Lage) | PM54000292    | Classé       | 1980  |      |
| Glocke                      | Bronze, 1862 gegossen                                  | in der Kirche St-Mansuy (Lage) | PM54001574    | Inscrit      | 2004  |      |